# Иосиф Захарьевич
Иосиф Захарьевич (Есип, Есиф, Еско; умер в 1409) — новгородский посадник.
В 1384 ездил на Яму «ставить город». В 1388 против него восстали три конца Софийской стороны, созвонили вече у святой Софии, пошли на его двор и разметали его хоромы; Иосиф бежал за реку (Волхов), за него встала вся Торговая сторона; бунт продолжался две недели, пока, наконец, посадничество не было дано Василию Ивановичу.
В 1393, когда новгородцы подходили к Пскову и через 8 дней бежали от него, Иосиф снова становится посадником, но в том же году посадничество у него опять было отнято. В 1398, после военных действий из-за Двинской земли, Иосиф опять в звании посадника ездил послом к великому князю, который согласился на мир по старине и отступился от Двинской земли.